# 太陽と緑の道
太陽と緑の道（たいようとみどりのみち）は神戸市の六甲山を中心とした山麓から郊外を横断するハイキング、トレッキングなどのための神戸市自然歩道プロジェクト。1972年に整備完了して市民に利用されていたが、近年の宅地・工業団地開発、阪神・淡路大震災の影響等により一部寸断されていた。2011年にルートを変更し再整備完了。コースには道標が立てられている。

## 歴史
- 1972年 当初全長92kmとして整備完了。
- 2011年 全27コース、総延長175kmとして再整備し、ウェブサイト新設[2]。
- 2016年4月 土砂崩れで危険な箇所があるため、コース1（道場～千苅ダム～道場）を廃止。

## 主なルート
現在、全26コース、総延長167km。神戸市北区から六甲山麓北側を経て西区に至る登山道・ハイキングロードであり、必ずしも一本の道としてつながっている訳ではない。途中、鉄道駅や市街地などにつながる道路に面し入口、出口が設けられている。かつては西国街道の迂回路として慶応3年（1867年）に開かれた徳川道と重複しているルートも多かった。近年の宅地・工業団地開発などで寸断した箇所を再整備した際に、表六甲、須磨区、垂水区を中心としたルートが廃止され、北区・西区中心のルートに大幅に変更になった。
- 北区：道場〜鎌倉峡出合〜二郎〜有野台〜落葉山〜有馬〜六甲山最高峰、凌雲台〜紅葉谷〜有馬、道場南口〜中大沢〜深谷〜黒甲越、中大沢〜石峯寺〜天神橋〜大池、成道寺〜稚児ヶ墓山〜帝釈山〜丹生山〜藍那、丹生山〜シビレ山〜衝原湖
- 東灘区：東お多福山〜保久良神社、六甲山最高峰〜住吉道〜白鶴美術館、五助堰堤〜石切道〜凌雲台
- 須磨区：藍那〜白川台、妙法寺〜高倉台〜鉄拐山〜鉢伏山
- 西区：木津〜衝原湖〜栄〜雌岡山、木津〜太山寺〜木幡など